# Sylwester Bigaj
Sylwester Bigaj (ur. 9 sierpnia 1959) – kanadyjski duchowny starokatolicki polskiego pochodzenia, biskup diecezji kanadyjskiej PNKK w latach 2006–2013. 

## Życiorys

### Duchowny rzymskokatolicki
Biskup Sylwester Bigaj urodził się i wychował w Polsce. Przed przybyciem do Kanady był księdzem rzymskokatolickim w archidiecezji wrocławskiej. 
W latach 1978–1984 studiował w Metropolitalnym Wyższym Seminarium Duchownym i na Papieskim Wydziale Teologicznym we Wrocławiu. W 1983 przyjął diakonat, a w 1984 święcenia kapłańskie z rąk arcybiskupa Henryka Gulbinowicza. Następnie pracował jako wikary w parafii św. Jadwigi Śląskiej w Gryfowie Śląskim. W 1988 z przyczyn osobistych porzucił stan kapłański. Wyjechał do Niemiec, a następnie do Kanady.

### Duchowny PNKK
W 1990 Sylwester Bigaj przystąpił jako ksiądz starokatolicki do Polskiego Narodowego Kościoła Katolickiego. Został także inkardynowany przez biskupa Józefa Niemińskiego do diecezji kanadyjskiej PNKK. Od tej pory związany pracą z ośrodkami duszpasterskimi PNKK w prowincji Ontario. W latach 1990–2002 pełnił funkcję proboszcza parafii św. Szczepana Męczennika w Oakville. Od 2002 zarządzał parafią Świętej Trójcy w Hamilton i jednocześnie pełnił obowiązki administratora diecezji kanadyjskiej PNKK
W 2004 został proboszczem parafii Świętej Trójcy w Hamilton, która stała się w tym czasie głównym ośrodkiem diecezji kanadyjskiej PNKK z uwagi na schizmę parafii katedralnej w Toronto. W 2005 otrzymał stanowisko członka Rady Najwyższej PNKK
Sylwester Bigaj został wybrany biskupem podczas XXII Synodu PNKK w Manchester. Sakrę otrzymał 30 listopada 2006 w katedrze św. Stanisława w Scranton. Ingres odbył 26 maja 2007 w Hamilton. Jego głównym konsekratorem był biskup Robert Nemkovich, a współkonstruktorami biskupi: Tomasz Gnat, Tadeusz Pepłowski, Jan Dawidziuk, Jan Swantek i Antoni Rysz. W latach 2006–2013 sprawował funkcję biskupa diecezji kanadyjskiej PNKK. Łączył ją ze stanowiskiem proboszcza parafii Świętej Trójcy w Hamilton. W 2009 po połączeniu PNKK i Kościoła Polskokatolickiego w Kanadzie został ponadto proboszczem parafii katedralnej św. Jana Chrzciciela w Toronto. W 2008 był sygnatariuszem Unii Scrantońskiej.

### Misja w Polsce
5 maja 2009 biskup Sylwester Bigaj otrzymał pełnomocnictwo Rady Najwyższej PNKK do reprezentowania Polskiego Narodowego Kościoła Katolickiego w sporze toczącym się pomiędzy Polskim Narodowym Katolickim Kościołem w RP a Kościołem Polskokatolickim w RP. 30 czerwca 2009 wystosował pismo do duchownych Kościoła Polskokatolickiego w RP z propozycją utworzenia diecezji PNKK w Polsce. W 2009 objął opiekę biskupią nad Polskim Narodowym Kościołem Katolickim w RP.
W 2010 Sylwester Bigaj przybył do Polski. Reprezentował Polski Narodowy Kościół Katolicki podczas uroczystości żałobnych w Warszawie, odprawionych za ofiary katastrofy lotniczej pod Smoleńskiem. 18 kwietnia 2010 brał udział w ceremonii pogrzebowej Prezydenta RP, Lecha Kaczyńskiego i jego żony Marii. Przejął ponadto oficjalnie protektorat nad wiernymi parafii Dobrego Pasterza w Warszawie.  
W 2011 ponownie odwiedził Polskę. Wraz z Pierwszym Biskupem PNKK, Antonim Mikovskim był  m.in. w Żarkach, Warszawie i Strzyżowicach.
13 stycznia 2012 na mocy dekretu Pierwszego Biskupa PNKK, Sylwester Bigaj został mianowany ordynariuszem Polskiego Narodowego Kościoła Katolickiego w RP.

### Suspensa i dalsza działalność
7 stycznia 2013 Sylwester Bigaj został suspendowany i usunięty z szeregów duchowieństwa PNKK. Powodem kary i decyzji władz kościelnych był brak koordynacji nad diecezją oraz założenie Senioratu Misyjnego PNKK w Polsce. Utworzenie nowego senioratu zdaniem Pierwszego Biskupa Polskiego Narodowego Kościoła Katolickiego było niezgodnie z prawem kanonicznym PNKK. 
Od czasu wykluczenia z PNKK Sylwester Bigaj działa jako episcopus vagans. Wokół biskupa pozostaje skupiona pewna część duchowieństwa i wiernych, która utworzyła wspólnotę religijną pod nazwą Polski Narodowy Katolicki Kościół w Kanadzie. Podlegała mu też przez pewien czas grupa byłych duchownych i wiernych PNKK w RP, która utworzyła Polski Narodowy Katolicki Kościół w Kanadzie – Seniorat Misyjny w Polsce.